# Eleanor Boardman
Eleanor Boardman (Filadèlfia, 19 d'agost de 1898 – Santa Barbara, 12 de desembre de 1991) va ser una actriu nord-americana de cinema mut activa entre 1922 i 1935.

## Biografia
Eleanor Boardman va néixer a Filadèlfia el 1898 en el sí d'una família presbiteriana que concebia les pel·lícules com quelcom pecaminós. Ignorant les admonicions de la seva família, va iniciar la seva carrera com a model fent-se molt popular en ser la “Kodak Girl” en els cartells anunciadors de la Eastman Kodak. També va provar sort en el teatre musical i en el vodevil i el 1922, en patir una pèrdua temporal de veu mentre participava en l'obra “The National Anthem”. Va intentar fer carrera en el cinema signant un contracte amb la Goldwyn que la va seleccionar el 1922 després concurs a nivell nacional per trobar nous talents per al cinema. Tot i que inicialment les primeres proves de càmera van ser insatisfactòries, al final va acabar essent contractada i enviada cap a Hollywood amb un sou de 50 dòlars a la setmana. Després de diferents pel·lícules va aconseguir el paper de protagonista a “Souls for Sale” (1923). Aquell mateix any, la seva popularitat la va portar a ser escollida dins de la llista WAMPAS Baby Stars.

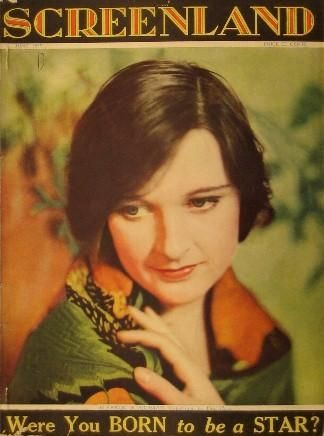
Retrat per a la portada de Screenland del juny de 1925

El 1926 es va casar amb el director King Vidor després que aquest es divorciés de la seva primera dona Florence Vidor. Vidor l'havia dirigit a “Wine of Youth” (1924), “The Wife of the Centaur” (1924) o “Proud Flesh” (1925), entre d'altres. Amics de Greta Garbo i John Gilbert, van planejar celebrar una boda doble però Garbo es va fer enrere en el darrer moment. Amb ell va tenir dues filles, Antonia i Belinda. El 1928 va interpretar el major èxit de la seva carrera, The Crowd, dirigida pel seu marit. Al contrari que d'altres actrius, va fer sense problemes la transició al cinema sonor.
El 1933 es va divorciar de Vidor i, després de deixar expirar el seu contracte amb la MGM, es va traslladar a Europa amb les seves dues filles. Encara va participar en una darrera pel·lícula, “The Three Cornered Hat” rodada a Espanya el 1935. En total, va participar en més de 30 pel·lícules. A França va conèixer el guionista i director Harry d'Abbadie d'Arrast amb qui es va casar el 1940. La parella va viure a cavall entre Hollywood i França. Després de la Segona Guerra Mundial va treballar durant un temps com a comentarista de moda a París.
A la mort d'Arrast el 1968 es va traslladar a Montecito, Califòrnia. Va morir el 1991 a l'edat de 93 anys.

## Filmografia
- The Strangers' Banquet (1922)
- Gimme (1923)
- Vanity Fair (1923)
- Souls for Sale (1923)
- Three Wise Fools (1923)
- The Day of Faith (1923)
- True As Steel (1924)
- Wine of Youth (1924)
- Sinners in Silk (1924)
- The Turmoil (1924)
- So This Is Marriage? (1924)
- The Silent Accuser (1924)
- The Wife of the Centaur (1924)
- The Way of a Girl (1925)
- Proud Flesh (1925)
- The Circle (1925)
- Exchange of Wives (1925)
- The Only Thing (1925)
- Memory Lane (1926)
- The Auction Block (1926)
- Tell It to the Marines (1926)
- Bardelys the Magnificent (1926)
- The Crowd (1928)
- Show People (1928) (cameo)
- Diamond Handcuffs (1928)
- She Goes to War (1929)
- Mamba (1930)
- Redemption (1930)
- The Great Meadow (1931)
- The Flood (1931)
- Women Love Once (1931)
- The Squaw Man (1931)
- The Three Cornered Hat (1935)